# Olympische Zomerspelen 1936
De Olympische Zomerspelen van de XIe Olympiade werden van 1 tot 16 augustus 1936 gehouden in Berlijn, Duitsland. De meeste wedstrijden vonden plaats op het Reichssportfeld waarbij het Olympisch stadion dienst deed als centrale spil. In totaal namen 49 landen deel. Zij werden vertegenwoordigd door 3.961 atleten, wat een nieuw deelnemersrecord was. Voor het eerst werd een Olympische fakkeltocht gehouden en werden er (een select aantal) wedstrijden vertoond op televisie.
Zowel voorafgaand als tijdens de Olympische Spelen was er heel wat controverse rond het gastland. Hitler en de NSDAP gebruikten de Zomer- en Winterspelen in 1936 voornamelijk om de nazi-staat in het buitenland positief in beeld te brengen. In eigen land werd vooraf massale overheidssteun aan veelbelovende atleten verleend, wat destijds nog grotendeels ongebruikelijk was, met als doel het Amerikaanse team van de top van de medaillespiegel te verdringen. Dit doel werd duidelijk bereikt en uitgebuit in propaganda, zowel politiek als racistisch.

## Selectie van de gaststad
Oorspronkelijk werden de Olympische Spelen van 1916 door het IOC toegewezen aan Berlijn. Deze werden omwille van de Eerste Wereldoorlog afgelast. Na de oorlog werd Duitsland tijdelijk uitgesloten van een deelname aan de Spelen tot 1925.

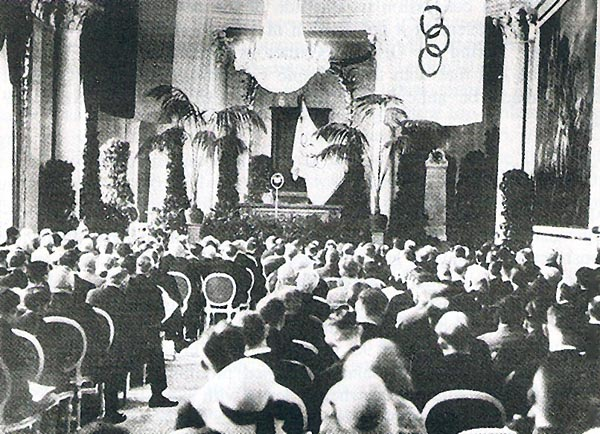
Het Olympisch Congres in Berlijn, 1930

Tijdens het Olympische Congres dat in 1930 plaatsvond in Berlijn, werd de aanvraag bekendgemaakt. Verschillende steden hadden zich op dat moment aangemeld, waaronder: Alexandrië, Barcelona, Boedapest, Buenos Aires, Dublin, Frankfurt am Main, Helsinki, Keulen, Lausanne, Neurenberg, Rio de Janeiro en Rome. Een jaar later bleven er nog vier kandidaten over, na de eerste ronde trokken Boedapest en Rome hun kandidatuur in. Tijdens de tweede ronde, waarbij enkele leden stemden via de telegraaf werd Berlijn verkozen als gaststad. Berlijn had 43 stemmen gekregen, Barcelona 16 en 8 leden hadden zich onthouden.

## Oproep tot boycot
Toen Adolf Hitler in januari 1933 aan de macht kwam als rijkskanselier, gingen er stemmen op om de Spelen te verplaatsen (in de Verenigde Staten was er zelfs een campagne daartoe opgestart) of ze te boycotten. Avery Brundage, de voorzitter van het Amerikaans Olympisch Comité, sprak zich echter uit tegen een verplaatsing van de Spelen en kreeg daarbij de steun van Pierre de Coubertin.
Spanje, waar begin 1936 het Volksfront aan de macht was gekomen, organiseerde uit protest de Olympiade van het volk. Deze manifestatie ging niet door omwille van het uitbreken van de Spaanse Burgeroorlog, een paar dagen voor het begin van deze alternatieve spelen.

## Propaganda
Hoewel de Spelen aan Berlijn werden toegekend voordat de nazi's aan de macht kwamen in Duitsland, zag de overheid de Spelen als een uitgelezen mogelijkheid om haar nationaalsocialistische ideologie uit te dragen. Men nam een voorbeeld aan de manier waarop de Italianen het WK voetbal twee jaar eerder hadden gebruikt als propaganda voor hun systeem. De cineaste Leni Riefenstahl werd aangesteld om een film te maken over de Spelen. De film Olympia kan bestempeld worden als propaganda, maar pionierde een aantal van de technieken die nu nog gebruikt worden bij het filmen van sportevenementen. Duitsland domineerde de Spelen, maar de overwinningen door atleten van andere landen lieten zien dat de nationaalsocialistische ideologie matig naar voren kwam. In het bijzonder gold dit voor de vier gouden medailles van de Amerikaan Jesse Owens. Owens zei naderhand wel dat hij beter was behandeld in zijn korte periode in Duitsland dan in zijn hele leven in de Verenigde Staten.
De superioriteit van het Reich kwam ook tot uiting in de immense infrastructuur die voor de Spelen uit de grond was gestampt: er was een nieuw stadion gebouwd ten westen van het Slot Charlottenburg met plaats voor honderdduizend toeschouwers. Daarnaast bevond zich het zwembassin met plaats voor twintigduizend toeschouwers.
Hitler volgde het olympisch handvest tot de letter op en beloofde geen enkele toespraak te houden tijdens de Spelen. Onder druk van het IOC stond Hitler toe dat de 'mischling' schermster Helene Mayer in de Duitse schermploeg werd opgenomen. Andere Joodse atleten zoals Gretel Bergmann bleven buitengesloten. Buiten het stadion draaide de Duitse propagandamachine op volle toeren: de hakenkruisen waren alom vertegenwoordigd.
De beroemd geworden poster werd door een groep ontwerpers waaronder de graficus Franz Würbel (1890-1953) ontworpen. Voor de atleet poseerde de schilder Richard Simon.

## Hoogtepunten
- De zwarte Amerikaanse atleet Jesse Owens won vier gouden medailles: bij de 100 m sprint, de 200 m sprint, de 4×100 m estafette en bij het verspringen. Zijn blonde Duitse tegenstander Luz Long gaf Owens advies toen hij zich bijna niet wist te kwalificeren bij het verspringen. Long kreeg postuum de Pierre de Coubertin-medaille toegekend voor zijn sportiviteit.
- Roeier Jack Beresford won zijn vijfde olympische medaille en zijn derde gouden medaille bij het roeien.
- Het Amerikaanse roeiteam van de Universiteit van Washington won in het achten de gouden medaille. Onder het oog van Hitler versloeg het team Italië en Duitsland.
- Voor het eerst werd de Olympische vlam aangestoken na een estafette met de Olympische fakkel vanuit Olympia, Griekenland.
- Deze Spelen waren de eerste waarvan rechtstreeks verslag werd gedaan op de televisie. Telefunken en Fernseh zonden meer dan zeventig uur uit naar speciaal opgerichte stands verspreid over de stad.
- De Duitse gymnasten Konrad Frey en Alfred Schwarzmann wonnen beiden drie gouden medailles.
- De Nederlandse zwemster Rie Mastenbroek was met drie gouden en een zilveren medaille de succesvolste vrouw op de Spelen.
- Basketbal werd voor het eerst erkend als een officiële olympische sport. In de finale versloeg het ongeslagen Amerikaanse team Canada met 19-8. Er werd buiten gespeeld in de plensregen op een modderig veld. Omdat er zoveel modder lag, was het onmogelijk om te dribbelen en was de score dus vrij minimaal. Er waren geen zitplaatsen; de bijna 1000 toeschouwers moesten gedurende de wedstrijd in de regen staan.
- De Nieuw-Zeelander Jack Lovelock liep een nieuw wereldrecord op de 1500 m: 3.47.8.
- In de marathon eindigden twee Koreanen op de eerste en de derde plaats. Sohn Kee-chung won goud en Nam Sung-yong won brons. Beiden liepen echter voor Japan, aangezien Japan Korea had bezet in 1910.
- De 12-jarige Deense Inge Sørensen veroverde brons in de 200 m schoolslag en werd daarmee de jongste atlete ooit die een individuele medaille behaalde.

## Sporten
Tijdens deze Spelen werd er gesport in 21 disciplines binnen 19 sporten. Honkbal en zweefvliegen waren de demonstratiesporten op deze editie.

## Deelnemende landen

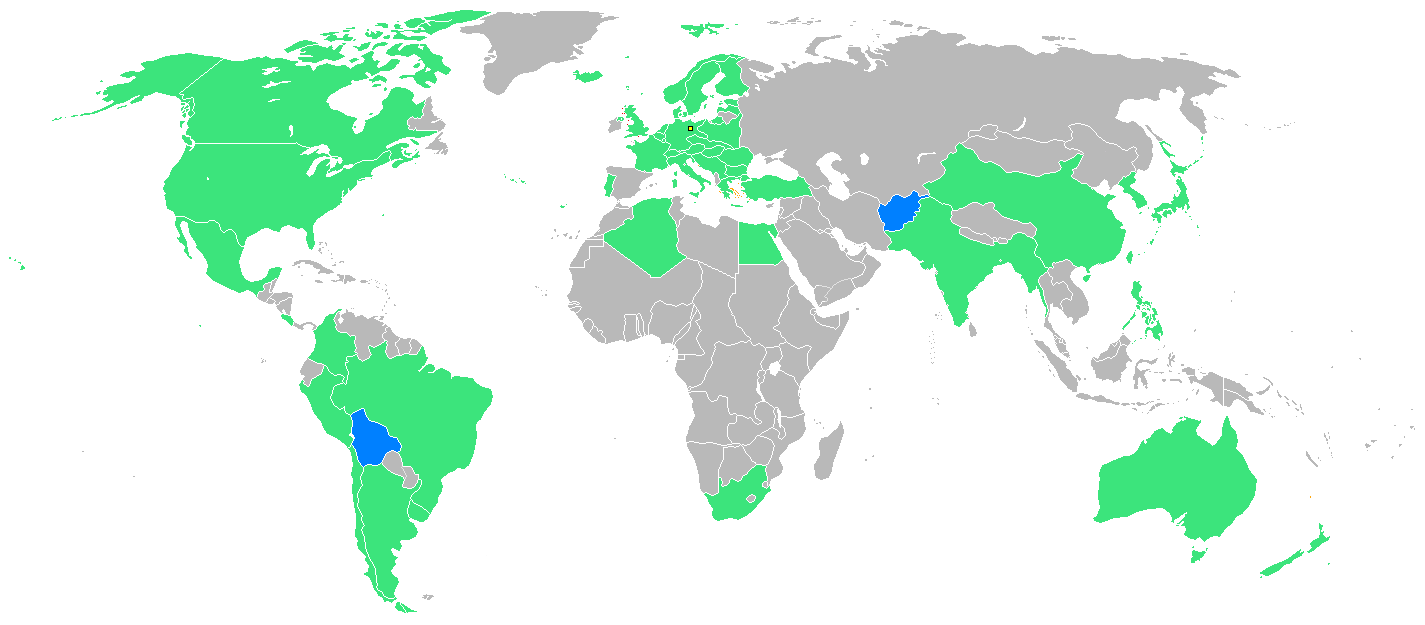

49 landen deden mee aan de Spelen. Afghanistan, Bermuda, Bolivia, Costa Rica, Liechtenstein en Peru debuteerden. Haïti nam ook deel aan de openingsceremonie, maar zijn enige atleet (een gewichtheffer) deed niet mee.
Hoewel Haïti alleen de openingsceremonie bijwoonde, werd een interessant vexillologisch feit opgemerkt: de vlag van Haïti en die van Liechtenstein waren toevallig identiek, en dit werd tot dan toe niet ontdekt. Het jaar daarop werd een kroon toegevoegd aan die van Liechtenstein om de ene vlag van de andere te onderscheiden.

### Belgische prestaties
- België haalde voor de tweede keer op rij geen gouden medailles en moest zich tevreden stellen met tweemaal brons.
- Het mannen-wielrenteam haalde brons in de wegwedstrijd over 100 km en het waterpoloteam behaalde hetzelfde eremetaal.
- Er was ook een bronzen medaille voor J. Dupom bij de kunstprijsvragen. Dupom kreeg brons in de beeldhouwkunst, voor de plaquettes. Deze medaille wordt door het IOC niet meegenomen in de medailleklassementen.

Medailles
| Medaille  | Winnaar           | Onderdeel                                  |
| --------- | ----------------- | ------------------------------------------ |
| Brons (2) | Heren wielrenteam | wielersport, wegwedstrijd (100 km) - teams |
| Brons (2) | Heren team        | waterpolo                                  |

### Nederlandse prestaties
- De turn- en de krachtsportbond boycotten de Spelen van Berlijn. Ook een aantal individuele sporters weigerde deel te nemen, zoals de atleten Tollien Schuurman en Wim Peters en bokser Ben Bril.
- Ook het Nederlands voetbalelftal deed niet aan de Spelen mee, nadat het IOC Puck van Heel en Leo Halle had uitgesloten wegens overtreding van de amateurbepalingen. Dit belette Karel Lotsy niet op te treden als chef d'équipe.
- Bij de sprint over 100 en 200 meter werd de Nederlander Tinus Osendarp derde achter onder anderen Jesse Owens.
- De Nederlandse dameszwemploeg was oppermachtig, zij wisten alle onderdelen behalve de 200 meter schoolslag te winnen.
- Rie Mastenbroek speelde een belangrijke rol in de dameszwemploeg. Zij won de 100 en 200 meter alsmede de 4×100 meter vrije slag en werd tweede op de 100 meter rugslag.
- Nida Senff won op spectaculaire wijze de 100 m rugslag. Na 50 meter lag zij aan kop, maar miste het keerpunt. Zij moest terugzwemmen, keerde opnieuw en lag op dat moment laatste. Met een sterke sprint wist ze echter in de laatste 50 meter haar achterstand goed te maken en won voor Mastenbroek.
- Arie van Vliet won goud op de tijdrit. Op de sprint haalde hij zilver achter de Duitser Toni Merkens, die nochtans Van Vliet had gehinderd. Maar in plaats van een diskwalificatie mocht Merkens zijn goud houden en kreeg hij enkel een boete van 100 mark.

Medailles
| Medaille   | Winnaar                     | Onderdeel                |
| ---------- | --------------------------- | ------------------------ |
| Goud (6)   | Dames zwemploeg             | zwemmen, estafette       |
| Goud (6)   | Daan Kagchelland            | zeilen                   |
| Goud (6)   | Rie Mastenbroek             | zwemmen, 100m vrije slag |
| Goud (6)   | Rie Mastenbroek             | zwemmen, 400m vrije slag |
| Goud (6)   | Nida Senff                  | zwemmen, 100m rugslag    |
| Goud (6)   | Arie van Vliet              | wielersport, tijdrit     |
| Zilver (4) | Leene/Ooms                  | wielrennen, tandem       |
| Zilver (4) | Rie Mastenbroek             | zwemmen,100m rugslag     |
| Zilver (4) | Ruiterequipe                | paardrijden, springen    |
| Zilver (4) | Arie van Vliet              | wielrennen,sprint        |
| Brons (7)  | Heren hockeyers             | hockey                   |
| Brons (7)  | Jaap Kraaier                | kanovaren                |
| Brons (7)  | Tinus Osendarp              | atletiek, 100m           |
| Brons (7)  | Tinus Osendarp              | atletiek, 200m           |
| Brons (7)  | Tates /Van der Kroft        | kanovaren                |
| Brons (7)  | Maas/Vries Lentsch          | zeilen                   |
| Brons (7)  | Pieter en Cornelis Wijdekop | kanovaren                |

## Medaillespiegel
Er werden 388 medailles uitgereikt. Het IOC stelt officieel geen medailleklassement op, maar geeft desondanks een medailletabel ter informatie. In het klassement wordt eerst gekeken naar het aantal gouden medailles, vervolgens de zilveren medailles en tot slot de bronzen medailles.
In de volgende tabel staat de top-10 en het Belgische resultaat. Het gastland heeft een blauwe achtergrond en het grootste aantal medailles in elke categorie is vetgedrukt.
Zie de medaillespiegel van de Olympische Zomerspelen 1936 voor de volledige weergave.
| Plaats | Land             | NOC | Goud | Zilver | Brons | Totaal |
| ------ | ---------------- | --- | ---- | ------ | ----- | ------ |
| 1      | Duitsland        | GER | 33   | 26     | 30    | 89     |
| 2      | Verenigde Staten | USA | 24   | 20     | 12    | 56     |
| 3      | Hongarije        | HUN | 10   | 1      | 5     | 16     |
| 4      | Italië           | ITA | 8    | 9      | 5     | 22     |
| 5      | Finland          | FIN | 7    | 6      | 6     | 19     |
| 5      | Frankrijk        | FRA | 7    | 6      | 6     | 19     |
| 7      | Zweden           | SWE | 6    | 5      | 9     | 20     |
| 8      | Japan            | JPN | 6    | 4      | 8     | 18     |
| 9      | Nederland        | NED | 6    | 4      | 7     | 17     |
| 10     | Groot-Brittannië | GBR | 4    | 7      | 3     | 14     |
|        |                  |     |      |        |       |        |
| 29     | België           | BEL | 0    | 0      | 2     | 2      |

## De XIe Olympiade en de propaganda van de nationaalsocialisten

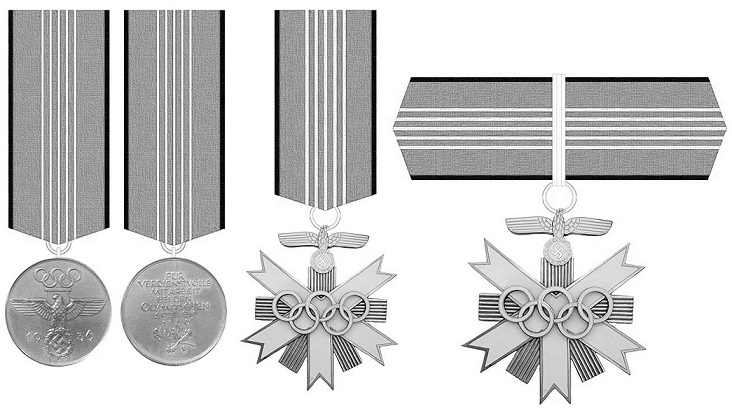
Het Duitse Reichsgesetzblatt publiceerde in 1936 de ontwerpen van de Eretekens

Het organiseren van Olympische Spelen in een land dat sinds 1933 een dictatuur was, was in de democratisch geregeerde landen omstreden. Adolf Hitler moest beloven dat er geen onderscheid tussen de atleten van verschillende rassen zou worden gemaakt. Hitler ging verder want in het voorjaar en in de zomer van 1936 werden anti-Joodse maatregelen opgeschort. Borden met antisemitische teksten zoals die overal in Duitsland waren geplaatst werden tijdelijk weggehaald. In Nederland en Amerika werd opgeroepen om de Spelen te boycotten. Het leek erop dat in 1936 geen Nederlandse sporters naar Berlijn zouden afreizen; er was veel discussie binnen de ploeg of de atleten wel of niet moesten gaan. De geselecteerde hink-stap-springer Wim Peters, sprintster Tollien Schuurman, bokser Ben Bril en keeper Leo Halle zagen af van deelname maar het apolitieke Nederlands Nationaal Olympisch Comité besloot toch mee te doen. De Olympische Spelen waren nog nooit gebruikt voor boycotacties en politieke protesten. Dat Hitler en Goebbels van de Spelen een propagandastunt zouden maken was niet iedereen op voorhand duidelijk. Ook de Verenigde Staten deden uiteindelijk wél mee. De Nederlandse atleten hebben Hitler die de Spelen had geopend wel gegroet, maar zij gebruikten de olympische groet, die te veel op de Hitlergroet leek, niet. Daarover was in de ploeg onderling gezegd: "Dát doen we niet. We zijn géén racisten."
De nazi's lieten zich tijdelijk van hun sympathiekste kant zien. Namens de Verenigde Staten mochten ook Joodse en zwarte sporters meedoen aan de Spelen. Als uiting van de nazistische overtuiging van de superioriteit van dit ras mochten voor Duitsland aanvankelijk alleen ariërs meedoen. Later werd de half-Joodse schermster Helene Mayer alsnog toegelaten tot de Duitse ploeg. De olympische symbolen hingen overal zij aan zij met de hakenkruisvlaggen en andere nazistische symbolen. De fakkel met de olympische vlam werd voor het eerst in een estafette vanuit Griekenland naar het Reichssportfeld in Berlijn vervoerd. De laatste fakkeldrager liep daar tussen 110.000 in het gelid staande en de Hitlergroet brengende soldaten en toeschouwers door, terwijl de met een hakenkruis beschilderde zeppelin Hindenburg een gigantische nazivlag over het stadion drapeerde. Alle olympische accommodaties waren voorzien van tientallen rode nazivlaggen met hakenkruisen.
Veel atleten meenden dat het beleefd was om bij het binnenmarcheren van het olympisch stadion de Hitlergroet te brengen. Tijdens de Winterspelen in Garmisch-Partenkirchen had de Britse ploeg vanaf de eretribune de olympische groet gebracht. De aanwezige nazileiders Hitler, Göring en Goebbels meenden dat het om de Hitlergroet was gegaan en de omroeper riep dat "De Britten de Führer groeten met de Germaanse groet".
In Berlijn zagen de Britten af van een groet die verkeerd kon worden uitgelegd. Zij beperkten zich ditmaal tot een nauwelijks zichtbaar commando "ogen rechts". De atleten uit Griekenland en Frankrijk marcheerden op hun beurt wel met geheven armen door het Olympisch Stadion. Hoewel Duitsland en Frankrijk in 1870 en 1914 bloedige oorlogen hadden uitgevochten en Hitler Frankrijk en de Fransen in Mein Kampf voor erfvijanden had uitgemaakt, reageerden de Duitsers zeer enthousiast. "Nooit waren de Fransen populairder in Duitsland dan nu. Het was een demonstratie van kameraadschap en vredeswil", zo schreef een Duitse verslaggever in zijn krant.
De grote ster van de Zomerspelen van 1936 was de zwarte hardloper Jesse Owens, die vier gouden medailles won. De Amerikaan won de sprint op de 100 m en de 200 m, de 4×100 m estafette en het verspringen. Hitler was niet blij met de zegereeks van Owens en verliet het stadion. Vaak wordt gezegd dat Hitler dit deed om te voorkomen dat hij Owens moest feliciteren, de hand schudden, of de medaille omhangen. Dit is onjuist, het protocol voorzag hier niet in en Hitler had zelfs toegezegd geen winnaars te feliciteren. Het was ook nooit de bedoeling geweest dat Hitler iemand de medailles om zou hangen.
De regisseuse Leni Riefenstahl (1902-2003) draaide tijdens de Spelen haar film Olympia. De film bestaat uit twee delen: Fest der Völker en Fest der Schönheit. Het is een vier uur durend verslag van de Olympische Spelen in Berlijn en Garmisch. Hoewel er in het buitenland ook protesten te horen waren werd de film in Parijs op een filmfestival bekroond.
De film Olympia past in de Körperkultur, de verheerlijking van het menselijk lichaam, maar dan vooral van de Arische mens. Net als Triumph des Willens, die tijdens een Rijkspartijdag in Neurenberg werd opgenomen, wordt de film door velen gezien als nazipropaganda. Leni Riefenstahl bleef tot haar dood betogen dat het haar uitsluitend om de esthetiek van de sport te doen was geweest.
De nazi's waren zo tevreden over de Spelen dat Hitler duizenden Olympische Eretekens en Medailles liet uitreiken.

## Olympische eiken
Het Duitse organisatiecomité reikte aan iedere winnaar van een gouden medaille een eikenboompje uit als herinnering. Van de zes Nederlandse goudenmedaillewinnaars besloten er twee, de zwemster Nida Senff (100 m rugslag) en de vrouwen estafetteploeg borstcrawl, om hun eikjes te planten op het terrein van het Olympisch Stadion van Amsterdam. Deze twee nu volwassen eiken behoren tot de zeer weinige boompjes die daar nog leven.

## Wetenswaardig
Duitsland bezette kort voor deze spelen het tot dan gedemilitariseerde Rijnland, een bepaling uit het Verdrag van Versailles. Tijdens deze spelen bouwden gevangenen van het Kamp Esterwegen onder dwang het concentratiekamp Sachsenhausen, niet ver van Berlijn.
Atletiek · Basketbal · Boksen · Gewichtheffen · Handbal · Hockey · Honkbal (demonstratie) · Kanovaren · Kunstwedstrijden · Moderne vijfkamp · Paardensport · Polo · Roeien · Schermen · Schietsport · Schoonspringen · Turnen · Voetbal · Waterpolo · Wielersport · Worstelen · Zeilen · Zweefvliegen (demonstratie) · Zwemmen
Afghanistan · Argentinië · Australië · België · Bermuda · Bolivia · Brazilië · Brits-Indië · Bulgarije · Canada · Chili · Colombia · Costa Rica · Denemarken · Duitsland · Egypte · Estland · Filipijnen · Finland · Frankrijk · Griekenland · Groot-Brittannië · Hongarije · IJsland · Italië · Japan · Joegoslavië · Letland · Liechtenstein · Luxemburg · Malta · Mexico · Monaco · Nederland · Nieuw-Zeeland · Noorwegen · Oostenrijk · Peru · Polen · Portugal · Republiek China · Roemenië · Tsjecho-Slowakije · Turkije · Uruguay · Verenigde Staten · Zuid-Afrika · Zweden · Zwitserland
Olympische Zomerspelen
Olympische Winterspelen
Gerelateerd
Olympische Jeugdspelen · Paralympische Spelen · Deaflympische Spelen · Special Olympic World Games
IOC · COA · BOIC · NOC*NSF · NAOC · SOC
- Gemeinsame Normdatei: 2001155-6
- Library of Congress Control Number: n85136486
- Nationale Bibliotheek van Tsjechië: kn20080116035
- Nationale Bibliotheek van Israël: 987007382516905171
- Virtual International Authority File: 130250223